# Прево де Сансак, Луи
Луи Прево, сеньор де Сансак (фр. Louis Prévost, seigneur de Sansac; до 1506 — до 15 декабря 1578) — французский военачальник, участник Итальянских войн.

## Биография
Сын Гийома Прево, сеньора де Сансак, и Катрин Ги, брат Антуана Прево де Сансака, архиепископа Бордо.
Считался одним из лучших командиров легкой кавалерии своего времени. Брантом характеризует его, как «доблестного, храброго и рассудительного капитана, имевшего лишь один недостаток, и командовавшего среди всех бурь и ярости мира, и отличавшегося не только, когда его зад был в седле, во время сражений, но и частным образом, в финансовых делах и в совете». По словам Брантома, говорили, что де Сансак никогда не действовал в гневе, за исключением случаев, где речь шла о двух предметах его страсти: военном деле и ловчих птицах.
В молодости славился как турнирный боец, и на турнире в лагере Золотой парчи вместе с королём Франциском I, Монталамбером и Шатеньере был одним из четырех пуатевинских сеньоров, выступивших в состязании на копьях и игре с кольцом «против всех пришедших».
В 1536 году участвовал в осаде Фоссано, в следующем году был одним из сеньоров, попавших в плен после провода конвоя в осажденный Теруан.
Согласно отцу Ансельму, с 1 января по 31 декабря 1549 был первым сокольничим Генриха II.
В 1551 году особенно отличился, командуя при обороне Мирандолы от папских войск. В награду был пожалован королём в рыцари ордена Святого Михаила, который в то время еще оставался престижной наградой.
После захвата в плен имперцами при осаде Меца генерал-полковника шеволежеров герцога Омальского, Прево де Сансак временно исполнял его должность и «командовал принцами крови, такими как господа Энгиен, Конде и Немур, и бесчисленным множеством других принцев и грансеньоров, ибо в то время вельможи, впервые вступавшие на военное поприще, отправлялись служить в легкую кавалерию».
В кампанию 1553 года в Пикардии участвовал в боевых действиях против имперских войск, после взятия Эдена наступавших на Дуллан. Действуя во главе трехсот шеволежеров, заманил бельгийскую тяжелую кавалерию генерала Бюньикура в засаду в сражении при Тальма.
25 сентября 1555 в Виллер-Котре был назначен генеральным наместником Меца и Мессенской области в отсутствие лагерного маршала Вьейвиля. В начале октября после 120 пушечных выстрелов отвоевал замок Эммери, расположенный неподалеку от Меца и имевший принципиальное значение для обороны епископства.
В 1557 году, опасаясь наступления англичан на Абвиль, король направил туда Сансака. 7 ноября тот был отставлен от наместничества в Меце и назначен на ту же должность в Пикардии, где командовал до марта 1559. В тот год стал воспитателем юного Франциска II.
В 1560 — декабре 1566 был губернатором Ангулема и Ангумуа, и сенешалем Сентонжа, под началом короля Наваррского, генерал-губернатора Гиени. В 1562 году, когда гугенотская армия угрожала осадить Париж, Сансак привел на помощь королю сильный пехотный отряд из Гаскони и соседних земель.
Участвовал во многих операциях религиозных войн, в 1567 был ранен в битве при Сен-Дени. 24 июня 1569 был назначен командующим при осаде Ла-Шарите. Поскольку в приказе о назначении де Сансак не назван генерал-лейтенантом, а маршалом не был, Франсуа Пинар отнес его к числу военачальников самого высшего ранга после коннетабля — «командармов» (des commandants d'armeés). Губернатор Ла-Шарите распустил слух о том, что адмирал Колиньи выступил из Пуатье на помощь городу, и потерявшие порядок войска потребовали у Сансака снять осаду. После неудачного штурма армия разбежалась, и с командующим остались всего шесть конных сотен.
23 августа того же года Сансака назначили генеральным наместником и командующим войсками в Осеруа под началом герцога Анжуйского. Он взял Донзи, Нуайе, два раза безуспешно атаковал Везле, потеряв в ходе нескольких штурмов более тысячи человек. В последующие годы больше не командовал войсками, и дата его смерти неизвестна.
Брантом сообщает, что Сансак был сильно обижен, когда в 1574 году его обошли при назначении на должность маршала Франции, доставшуюся Блезу де Монлюку, и прибавляет, что ни один из трех героев лагеря Золотой парчи не стяжал богатства и земельных владений на военной службе.

## Семья
Жена (3.06.1565): Луиза де Монберон, дочь Луи де Монберона, сеньора д'Озанс, и Мадлен де Марёй, дамы де Монморо
Сын:
- Жан Прево (ум. 1595), барон де Сансак. Рыцарь ордена короля, капитан пятидесяти тяжеловооруженных всадников, командующий в Бордо и области Борделуа. Жена: Катрин де Майе-Брезе, дочь Артюса де Майе, сеньора де Брезе, и Катрин де Грави

Луи Прево де Сансак — дальний родственник по мужской линии русского морского министра И. И. де Траверсе, происходившего из другой ветви пуатевинского рода Прево де Сансак.